# Prosopis cineraria
Prosopis cineraria là một loài cây trong họ Đậu (Fabaceae). Đây là loài bản địa vùng khô cằn của Tây Á và tiểu lục địa Ấn Độ (gồm toàn bộ hay một phần Afghanistan, Iran, Ấn Độ, Oman, Pakistan, Ả Rập Xê Út, Bahrain, Các Tiểu Vương quốc Ả Rập Thống nhất và Yemen). Nó là một loài du nhập tại một vài nơi ở Đông Nam Á, như Indonesia. Một cá thể nổi tiếng là cây Shajarat al-Hayah (Cây Sự sống) chừng 400 năm tuổi ở Bahrain, mọc giữa một hoang mạc trơ trụi thiếu nguồn nước.

## Biểu tượng
Loài cây này là quốc thụ của Các Tiểu Vương quốc Ả Rập Thống nhất (UAE, nơi nó được gọi là Ghaf). Trong chiến dịch "Give a Ghaf", công dân UAE được khuyến khích trồng cây này trong vườn để chống sa mạc hoá và bảo tồn di sản quốc gia của họ. Khu bảo tồn Al Ghaf nằm tại làng Nazwa trong sa mạc ở UAE.
Nó cũng là loài cây biểu tượng của hai bang Rajasthan (nơi nó được gọi là Khejri) và Telangana (nơi nó được gọi là Jammi), Ấn Độ.

## Mô tả

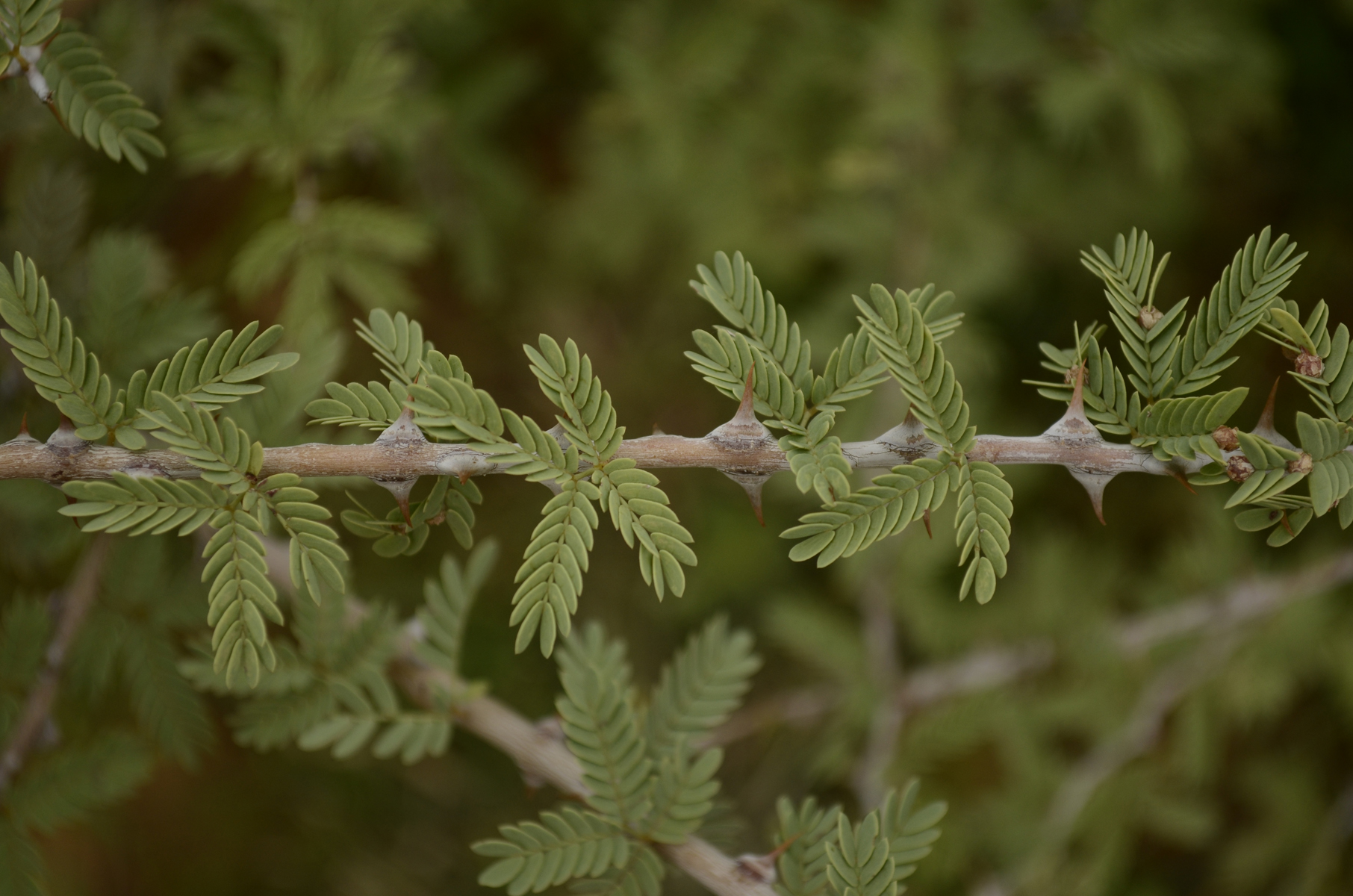
Một cành của Prosopis cineraria.

P. cineraria là cây gỗ nhỏ, cao tới 3–5 m (9,8–16,4 ft). Lá lông chim kép, với mỗi lá gồm 7-14 lá chét và mỗi lá chét gồm 1-3 lá chét con. Các cành có gai dọc theo các gióng. Hoa nhỏ màu vàng kem. Quả đậu nhiều hạt. Loài này được tìm thấy trong điều kiện cực kỳ khô hạn, với lượng mưa hàng năm có thể thấp đến 150 mm (5,9 in); nhưng nó là chỉ thị của sự có mặt của mức nước ngầm sâu. Giống như một số loài Prosopis khác, P. cineraria chịu được các điều kiện môi trường mặn và cao kiềm.
Về bề ngoài, loài này rất dễ nhầm lẫn với Dichrostachys cinerea, và chúng chỉ có thể phân biệt nhờ hoa. Dichrostachys cinerea. D. cinerea có hoa hai màu là vàng và hồng, trong khi P. cineraria chỉ có hoa màu vàng, giống như các loài khác trong chi Prosopis.